# مدار (سیاره)

دو جسم از توده‌های مختلف در حال گردش به دور نقطهٔ کانونیِ مشترک (+ سرخ). اندازهٔ نسبی و نوع مدار شبیه به سامانهٔ پلوتو-شارون است.

مَدار، در فیزیک، به مسیر جسمی که در اثر نیرویی مرکزگرا (مانند گرانش) به دور جسم یا نقطه‌ای دیگر در فضا می‌گردد، گفته می‌شود. برای نمونه، مدار یک سیاره به دور مرکز یک سامانهٔ ستاره‌ای، مانند سامانهٔ خورشیدی. مدار سیاره‌ها معمولاً بیضی شکل‌اند، اما بر خلاف بیضی، از یک آونگ یا یک جسم متصل به یک رشته پیروی می‌کنند. مرکز خورشید در یکی از دو نقطهٔ کانونی بیضی قرار دارد و نه در مرکز آن. درک کنونی از مکانیک حرکت مداری، که براساس نظریه نسبیت عام آلبرت انیشتین پایه‌گذاری شده است می‌گوید: عامل گرانش، با توجه به انحنای فضازمان، با مدار ژئودزیکی که جسم از آن پیروی می‌کند، محاسبه می‌شود. برای آسانی محاسبه، نسبیت معمولاً توسط نیروی مبتنی بر نظریهٔ جهانی گرانش نیوتن، که براساس قوانین حرکت سیارات کپلر پایه‌گذاری شده‌اند، محاسبه و تخمین زده می‌شوند.
مکان جسم در حال گردش در زمان کنونی {\displaystyle t} در صفحه با استفاده از حساب بردار در مختصات قطبی هم با مبنای استاندارد اقلیدسی و هم با مبنای قطبی با منشأ منطبق با مرکز نیرو. فرض کنید {\displaystyle r} فاصله بین جسم و مرکز باشد و {\displaystyle \theta } زاویه‌ای باشد که آن جسم چرخیده است. بگذارید {\displaystyle {\hat {\mathbf {x} }}} و {\displaystyle {\hat {\mathbf {y} }}} پایه‌های استاندارد اقلیدسی باشند و اجازه دهید {\displaystyle {\hat {\mathbf {r} }}=\cos(\theta ){\hat {\mathbf {x} }}+\sin(\theta ){\hat {\mathbf {y} }}} و {\displaystyle {\hat {\boldsymbol {\theta }}}=-\sin(\theta ){\hat {\mathbf {x} }}+\cos(\theta ){\hat {\mathbf {y} }}} شعاعی و عرضی باشد قطبی با اولین بردار واحدی است که از جسم مرکزی به محل کنونی جسم در حال گردش اشاره می‌کند و دومی بردار واحد متعامد است که در جهتی است که جسم در حال گردش به آن اشاره می‌کند. اگر در یک دایره خلاف جهت عقربه‌های ساعت بچرخید، سفر کنید. سپس بردار به جسم در حال گردش است
{\displaystyle {\hat {\mathbf {O} }}=r\cos(\theta ){\hat {\mathbf {x} }}+r\sin(\theta ){\hat {\mathbf {y} }}=r\ {\mathbf {r} }}
ما از {\displaystyle {\dot {r}}} و {\displaystyle {\dot {\theta }}} برای نشان دادن مشتقات استاندارد نحوه تغییر این فاصله و زاویه در طول زمان استفاده می‌کنیم. ما مشتق یک بردار را می‌گیریم تا ببینیم که چگونه در طول زمان با کم کردن مکان آن در زمان {\displaystyle t} از آن در زمان {\displaystyle t+\delta t} و تقسیم بر {\displaystyle \delta t} تغییر می‌کند. نتیجه نیز یک بردار است. از آنجایی که بردار پایه ما {\displaystyle {\hat {\mathbf {r} }}} در حین چرخش جسم حرکت می‌کند، ما با تمایز آن شروع می‌کنیم. از زمان {\displaystyle t} تا {\displaystyle t+\delta t}، بردار {\displaystyle {\hat {\mathbf {r} }}} شروع خود را در مبدأ نگه می‌دارد و می‌چرخد. از زاویه {\displaystyle \theta } تا {\displaystyle \theta +{\dot {\theta }}\ \delta t} که سر خود را با فاصله حرکت می‌کند {\displaystyle {\dot {\theta }}\ \delta t} در جهت عمود بر {\displaystyle {\hat {\boldsymbol {\theta }}}} مشتقی از {\displaystyle {\dot {\theta }}{\hat {\boldsymbol {\theta }}}} می‌دهد.
{\displaystyle {\begin{aligned}{\hat {\mathbf {r} }}&=\cos(\theta ){\hat {\mathbf {x} }}+\sin(\theta ){\hat {\mathbf {y} }}\\{\frac {\delta {\hat {\mathbf {r} }}}{\delta t}}={\dot {\mathbf {r} }}&=-\sin(\theta ){\dot {\theta }}{\hat {\mathbf {x} }}+\cos(\theta ){\dot {\theta }}{\hat {\mathbf {y} }}={\dot {\theta }}{\hat {\boldsymbol {\theta }}}\\{\hat {\boldsymbol {\theta }}}&=-\sin(\theta ){\hat {\mathbf {x} }}+\cos(\theta ){\hat {\mathbf {y} }}\\{\frac {\delta {\hat {\boldsymbol {\theta }}}}{\delta t}}={\dot {\boldsymbol {\theta }}}&=-\cos(\theta ){\dot {\theta }}{\hat {\mathbf {x} }}-\sin(\theta ){\dot {\theta }}{\hat {\mathbf {y} }}=-{\dot {\theta }}{\hat {\mathbf {r} }}\end{aligned}}}

## مدار سیاره‌ها

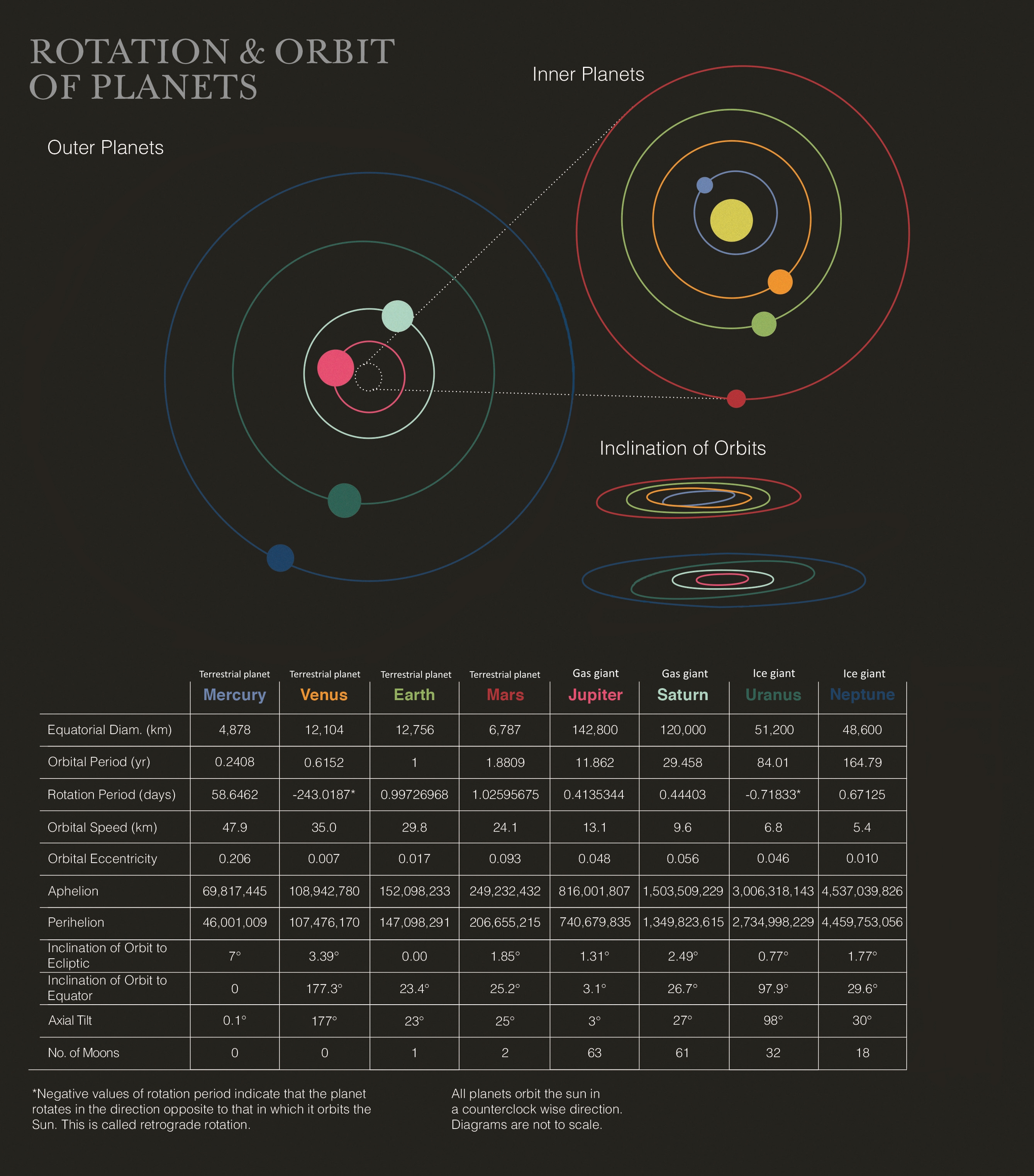
زاویهٔ چرخش و مدار سیاره‌های سامانهٔ خورشیدی سامانهٔ خورشیدی دارای هشت سیاره است؛ تیر، ناهید، زمین، بهرام هرمز، کیوان، اورانوس و نپتون و پنج سیارهٔ کوتوله با نام‌های سرس، پلوتو، هائومیا، ماکی‌ماکی و اریس.

مطالعهٔ ریاضی در مورد مدار سیاره‌ها را نخستین‌بار یوهانس کپلر انجام داد. نیوتن نشان داد که قوانین مداری کپلر با نظریهٔ گرانش او توضیح‌پذیر است. نیوتن می‌گوید: هر جسمی یک میدان جاذبه دارد و بر اجسام دیگر کشش وارد می‌کند. همچنین این جاذبه باعث می‌شود که بعضی از اشیاء در مدار بیضوی حرکت کنند.
مثلاً اقمار به‌دور سیارات می‌گردند که خود نیز به دور خورشید می‌گردند، و خورشید خودش به دور مرکز کهکشان راه شیری می‌گردد. در واقع، به جای چرخیدن به دور جسم دارای جرم بیشتر، دو جسم به دور نقطهٔ تعادل، معروف به مرکز مشترک (مرکز جرم مشترک)، می‌چرخند. کِپلر پس از چندین سال مطالعه در حرکت سیارات، در سال ۱۶۱۸م. موفق به کشف قانون سوم خود شد. کپلر بر پایهٔ آن یافته‌ها قوانین سه‌گانه زیر را دربارهٔ حرکت سیارات در مدار را بیان کرد:
1. مدار حرکت سیارات به گِرد خورشید یک بیضی است که خورشید در یکی از دو کانون آن قرار دارد.
2. خط وصل‌کنندهٔ هر سیاره به خورشید در زمان‌های مساوی مساحات مساوی جاروب می‌کند.
3. مکعب فاصلهٔ متوسط هر سیاره تا خورشید با مربع زمان یک دور کامل گردش سیاره تناسب مستقیم دارد.

قانون دوم کپلر می‌گوید:
زمانی که سیاره در نقاط دورتر بیضی در حرکت است، فاصله تا خورشید زیادتر و سرعت حرکت کمتر است. به تدریج که سیاره به نقاط نزدیک‌تر بیضی می‌رسد فاصله تا خورشید کمتر و سرعت سیاره زیادتر می‌شود. این تغییر در سرعت سبب می‌شود که سیاره چه به خورشید نزدیک و چه از آن دور باشد، مساحت درنوردیده‌اش در فضا در فواصل زمانی ثابت، ثابت بماند. قانون سوم کپلر هم این‌گونه بیان می‌کند که، هرگاه فاصلهٔ متوسط هر سیاره تا خورشید به توان سه، و زمان کامل شدن یک دور سیاره به توان دو رسانیده، و نسبت اعداد حاصل تشکیل شود؛ این نسبت همواره ثابت و برای تمام سیارات یکی است.

تصویر A، مُدل توپ نیوتون

### درک مدارها
چند روش معمول درک مدار وجود دارد:
- - به عنوان جرم از کنار حرکت می‌کند، هر چند، با سرعت به سمت مرکز جسم، یک مسیر منحنی را به دورِ آن تا سقوط کامل می‌پیماید.
  - نیرویی، مانند گرانش، نیش ترمزی بر جرم می‌زند و آن را وارد یک مسیر منحنی کرده ولی در نهایت با تلاش، در یک خط مستقیم به پرواز درمی‌آورد.
  - با این حال، به اندازهٔ کافی سرعت مماسی دارد که از مدار شیء دور شود و به‌طور نامحدود به فرار خود ادامه دهد. این درک خصوصاً برای تجزیه و تحلیل ریاضی مفید است، چرا که حرکت جسم را می‌توان به عنوان مجموع سه مختصات یک بعدی نوسان در اطراف یک مرکز گرانشی توصیف کرد.

به عنوان یک تصویر از یک مدار اطراف سیاره، مدل توپ نیوتن ممکن است مفید باشد (تصویر A). این یک آزمایش ذهنی است، که در آن یک توپ در بالای یک کوه بلند، قادر به شلیک گلوله توپ به صورت افقی در هر سرعت انتخابی است. اثرات اصطکاک هوا در شلیک توپ نادیده گرفته می‌شوند (یا شاید کوه به اندازه کافی بالاست که توپ در بالای جو زمین قرار دارد).

حرکت مداری نمودار حرکت مداری ماهواره به دور زمین؛ سرعت عمود و شتاب (نیرو) را نشان می‌دهد. قوانین کپلر در واقع قوانین حاکم بر مداری است که توده‌های آسمانی تنها تحت تأثیر نیروی وزن همسایگان خود روی آن حرکت می‌کنند. پیچیده‌ترین محاسبات مداری به منظور تعیین و بهبود مسیر ماهواره‌ها به کمک همین قوانین به ظاهر ساده صورت می‌گیرد.

## مدار ماهواره‌ها
ماهواره‌ها به دور زمین در یک مسیر بسته، که آن را مَدار می‌نامند در حال گردش هستند. ناظری که خارج از جو زمین قرار گرفته و به زمین می‌نگرد، مشاهده می‌کند که ماهواره‌ها در مسیرهایی به دور زمین در حال چرخشند. این مسیرها می‌توانند دایره‌ای یا بیضوی باشند؛ اما مرکز زمین در هر حالت در مرکز این مسیر یا در نقطهٔ کانونی آن قرار می‌گیرد. ماهواره در صورتی که تحت تأثیر نیروهای جاذبهٔ دیگری قرار نگیرد، همواره در صفحه‌ای به نام صفحهٔ مداری به گردش خود به دور زمین ادامه می‌دهد. حرکت این صفحهٔ مداری، به دورهٔ مداری و زاویهٔ صفحه، با مدار استوا بستگی دارد. اگر این زاویه صفر باشد، صفحهٔ مداری منطبق بر صفحهٔ استوایی زمین می‌شود.
عناصر مداری، عناصری شش‌گانه‌اند و به تقلید از یوهان کپلر و براساس قوانین حرکت سیاره‌ای‌اش (قوانین کپلر) نامگذاری شده‌اند.
هر مدار، توسط این شش عنصر به‌طور کامل تعریف می‌شود و مقدار «مبدأ» زمان اعتبار پارامترها را مشخص می‌کند. برای این پارامترها، به دلیل تغییر جزئی مبناها، هر ۵۰ سال یک مبدأ جداگانه در نظر گرفته می‌شود تا تغییرات مبناها اصلاح گردد.
مدار واقعی (و عناصر مداری آن) اجرام، هنگامی که در معرض آشفتگی‌های گرانشی قرار می‌گیرند، تغییر می‌کند؛ بنابراین، مدار تعریف شده به وسیلهٔ عناصر مداری، فقط تَقریب ریاضیِ مداری در یک زمان خاص است، که مشخصهٔ مبدأ، بیان‌کنندهٔ آن است.
عموماً ماهواره‌ها به روی سه نوع مدار که بستگی به نوع کاربرد ماهواره دارد، قرار می‌گیرند:
- مدار پایین زمین(LEO) (به انگلیسی: Low Earth Orbit)
- مدار قطبی(POLAR) (به انگلیسی: Polar Orbit)
- مدار زمین‌ایست(GEO) (به انگلیسی: Geosynchronous earth Orbit Elliptical)

### ماهواره‌های مدار نزدیک زمین

به ماهواره‌هایی که در در فاصلهٔ نسبتاً کمی از سطح زمین قرار دارند، ماهواره‌های مدار نزدیک زمین گفته می‌شود. بیشترین ارتفاع این نوع ماهواره‌ها از سطح زمین میان ۳۲۰ تا ۸۰۰ کیلومتر است (هرچند که تا ارتفاع ۲٬۰۰۰ کیلومتری نیز مدار نزدیک زمین خوانده شده). مسیر حرکت این ماهواره‌ها از غرب به شرق و هم جهت با دَوَران زمین به دور خودش است.
زمان یک دور چرخش به دور زمین در این مدارها، حدود ۹۰ دقیقه است. این مدارها در ارتفاع نسبتاً کمی قرار دارند، در نتیجه می‌توان اجسام نسبتاً سنگین را با یک سیستم پرتاب‌کنندهٔ ساده در آن‌ها قرار داد. گفتنی است که بیشتر ماهواره‌هایی که در این مدارها قرار دارند، درصد زیادی (حدود ۵۰ درصد) از وقت خود را در سایهٔ زمین می‌گذرانند و باید مجهز به باتری‌هایی باشند که بتوانند وسایل الکترونیکی را در این مدت تغذیه کنند. این مدارها معمولاً برای مشاهدات و فعالیت‌های ماهواره‌های نظامی به کار برده می‌شوند.
به دلیل نزدیکی فاصلهٔ این نوع ماهواره‌ها از سطح زمین، سرعت حرکت این ماهواره‌ها خیلی بیشتر از سرعت دَوَران زمین به‌دور خودش است. سرعت این‌گونه ماهواره‌ها باید به حدی باشد تا به زمین سقوط نکنند. گاهی سرعت آن‌ها به ۲۷٬۰۰۰ کیلومتر بر ساعت نیز می‌رسد.
برخی از ماهواره‌های هواشناسی، ماهواره‌های سنجش از دور و ماهواره‌های جاسوسی از این نوع‌اند. 

### ماهواره‌های مدار قطبی
نوعی از ماهواره‌ها را می‌گویند که مسیر مدار حرکت آن‌ها عمود بر خط استوا و مسیر دَوران آن از قطب‌های شمال و جنوب می‌گذرد. مدار قطبی بی‌شباهت به مدارات ارتفاع پایین نیست و تنها فرق اساسی آن‌ها در جهت دَوران ماهواره است؛ ماهواره‌های مدار قطبی از شمال به جنوب در گردشند، برخلاف ماهواره‌های دیگر که از شرق به غرب است.
ماهواره‌های مدارات قطبی جهت مشاهدهٔ سطح زمین مورد استفاده قرار می‌گیرند. وقتی که یک ماهوارهٔ مدار قطبی در حال دَوران از شمال به جنوب به‌دور زمین است و چون زمین نیز خود از شرق به غرب در حال گردِش به دور خود است، این نکته باعث جاروب تمام نقاط موجود بر روی سطح زمین می‌گردد. این کار شبیه پوست کندن یک پرتقال است؛ قسمت به قسمت و در نهایت یک شکل تصویر کروی از سطح زمین. چون اکثر ماهواره‌های مخابراتی در مدار زمین‌ایست قرار گرفته‌اند، این ماهواره‌ها هیچ پوششی بر روی قطب‌های شمال و جنوب ندارند. به همین دلیل و جهت پوشش قطب‌ها از ماهواره‌های مدار قطبی استفاده می‌شود. در واقع این نوع از ماهواره‌ها شمالی‌ترین و جنوبی‌ترین قسمت نیمکره‌ها را پوشش می‌دهند. بعضی از ماهواره‌های هواشناسی، ماهواره‌های سنجش از دور و ماهواره‌های جاسوسی از این نوع‌اند.

### ماهواره‌های مدار زمین‌ایست

مَدار زمین‌ایست

این نوع ماهواره‌ها در حالت کلی به روی مدار زمین‌ایست و بر بالای خط استوا، در فاصلهٔ ۳۵٬۷۸۶ کیلومتری از سطح زمین قرار دارند.
مدارهای زمین‌ایست دورهٔ گردِشی، درست برابر گردش زمین دارند. این مدار، مدار ۲۴ ساعته نیز خوانده می‌شود. این ماهواره‌ها با سرعتی حدود سه کیلومتر در ثانیه در مدار زمین‌ایست حرکت می‌کنند. برای ردیابی ماهواره احتیاج به سیستم پیچیده‌ای نیست؛ ماهواره‌ها در مدار ثابت زمینی، با تعداد کم، امکان ایجاد پوشش زیادی را در روی زمین دارند. به عنوان مثال سه ماهواره در روی این مدار برای پوشش بیشتر سطح زمین (به جز قطب‌ها) کافی هستند.
ماهوارهٔ نسبت به زاویه‌ای که ایستگاه زمینی آن را می‌بیند، ثابت است، در نتیجه احتیاجی به تغییر جهت آنتن نیست ولی تنظیم آن ضروری است تعداد زیادی از ایستگاه‌های زمینی می‌توانند تحت پوشش یک ماهواره در این مدار قرار گیرند به‌طوری‌که آنتن هر ماهواره می‌تواند حداکثر ۴۲٫۴ درصد سطح کرهٔ زمین را بپوشاند. این نوع ماهواره‌های در فضا در مکانی ثابت قرار دارند و همراه با دوران زمین بدور خود، می‌گردند و به دلیل همین ثبات دارای سایه‌ای ثابت (معروف به «جای پا») بر زمین هستند. به مدار ژئوسَنکرون (به انگلیسی: Geosynchronous) مدار زمین‌ایست یا مدار کلارک نیز گفته می‌شود. تمام ماهواره‌های مخابراتی و تلویزیونی از این نوع هستند.
مدارِ زمین‌ایست، یک مدارِ دایره‌ای با شعاع ۴۲٬۱۶۴ کیلومتر است. همه مدارهای زمین، چه مدور یا بیضوی، دارای محور نیم‌قطر بزرگ یا اوج یکسان هستند. در واقع، مدارهایی با دورهٔ گردشِ مشابه، همیشه اوج مشابه‌ای دارند. در موارد خاص از یک مدار زمین‌ایست، رَدگیری مسیر این‌گونه ماهواره‌ها بر روی زمین، تنها یک نقطه در خط استواست. در حالت کلی یک مدار زمین‌ایست با تمایل غیر صفر یا خروج از مرکز و مدار، در صورت تغییر جای نقطهٔ آن بر روی زمین، معمولاً پیش از پایان روز نجومی به همان مکان بازمی‌گردد. P دورهٔ مداری است، و μ ثابت گرانش زمینی است، و مساوی می‌شود با ۳۹۸۶۰۰٫۴۴۱۸ کیلومتر مکعب (Km3/S2).{\displaystyle a={\sqrt[{3}]{\mu \left({\frac {P}{2\pi }}\right)^{2}}}}

## ماهواره‌های مدار بیضوی
این ماهواره‌ها دارای مداری بیضوی هستند. دو نقطه مهم از مدار این ماهواره‌ها نقطه اوج و نقطه حضیض آن‌ها است. قسمتی که به سطح زمین نزدیک می‌شود با نام نقطه حضیض و قسمتی که از سطح زمین دور می‌شود به نام نقطه اوج نامیده می‌شود. مسیر حرکت و دوران این نوع ماهواره مانند ماهواره‌های قطبی از سمت شمال به جنوب است.

## انواع پوشش‌های ماهواره‌ای

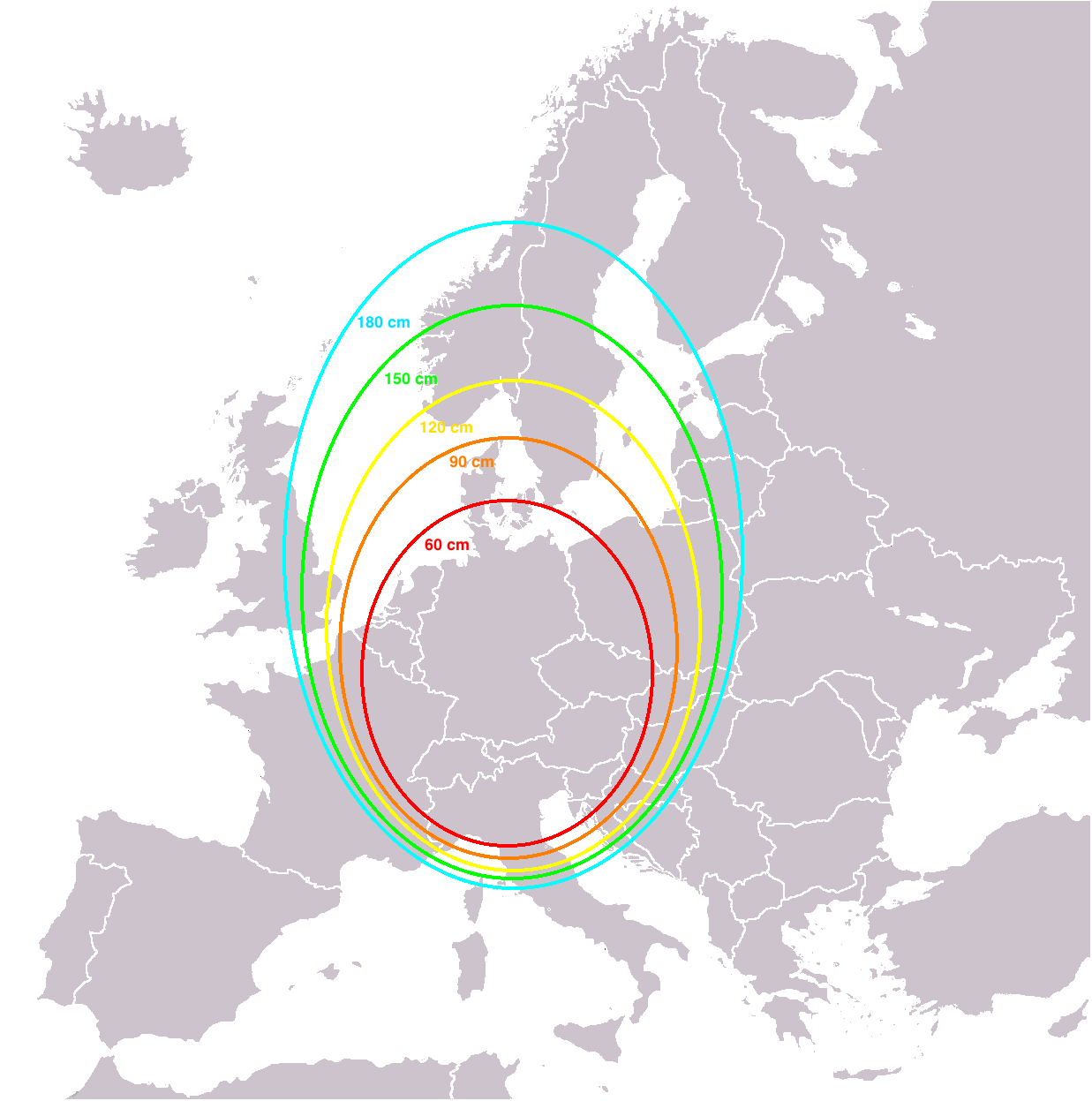
پوشش ماهواره‌ای یا Footprint

برای اینکه بتوان هر نوع متقاضی را زیر پوشش قرار داد و تسهیلات لازم جهت ارائه سرویس‌های مورد نیاز را فراهم کرد، بر روی ماهواره آنتن‌های گوناگونی برای پوشش‌های مختلف در نظر گرفته می‌شود.
- پوشش نقطه‌ای یا Spot برای ناحیه‌ای کوچک از زمین
- پوشش منطقه‌ای یا Zone
- پوشش نیمکره‌ای یا Hemisphere

از نظر نواحی و کشورهای زیر پوشش می‌توان ماهواره‌های مخابراتی را در سطح جهان به سه گروه تقسیم کرد:
- ماهواره‌های بین‌المللی هستند که با استفاده از یک سری ماهواره تعبیه شده در فواصل مشخصی از یکدیگر و در مدار زمین‌ایست، کلیه نقاط کره زمین را زیر پوشش قرار می‌دهند و به هم متصل می‌سازند. از این نوع ماهواره‌های بین‌المللی، (Intelsat) ماهواره‌های جهانی می‌توان ماهواره‌های بین‌المللی مخابراتی اینتلست را نام برد (Intersputnik) و ماهواره‌های مخابراتی بلوک شرق، اینتراسپوتنیک (Inmarsat)اینمارست.
- ماهواره‌های منطقه‌ای هستند که برای پوشش دادن یک منطقه خاص طراحی شده و آنتن‌های آن‌ها به طریقی ساخته شده‌اند که حداکثر قدرت تشعشعی را درپرتو اصلی خود بر روی منطقه مورد نظر متمرکز کنند. از این نوع می‌توان ماهواره‌های عربست را نام برد.
- ماهواره‌های محلی هستند که برای پوشش یک کشور ساخته شده‌اند. از این نوع ماهواره‌ها می‌توان در اندونزی پالاپا(Palapa) ایتالیا، ایتالست (Italsat)، آست (Asat) هند، (Insat) ماهواره اینست استرالیا رانام برد.

دستگاه‌های ارتباطی ماهواره‌ها در باند مایکروویو عمل می‌کنند در واقع ماهواره‌ها صرفاً ایستگاه مایکروویو غول پیکری است در مدار زمین که با کمک پایگاه زمینی بازپخش می‌شود. این مدار تقریباً دایره شکل در ارتفاع ۳۶۸۰۰ کیلومتری بالای خط استوا قرار دارد و در این فاصله سرعت ماهواره با سرعت زمین برابر است و نیروی خود را به وسیله سلول‌های خورشیدی از خورشید می‌گیرد. نیروی جاذبه زمین شتاب زاویه شیء قرار گرفته در مدار را دقیقاً بی‌اثر می‌سازد. در این فاصله دور چرخش ماهواره‌ها با حرکت دورانی زمین کاملاً هم‌زمان و برابر است و باعث می‌شود ماهواره نسبت به نقطه مفروض روی زمین ثابت بماند. 

پوشش ماهواره‌ایِ اینمارست. Inmarsat

 زمینی در کشور اطلاعات را با فرکانس ۶ گیگاهرتز ارسال می‌کند. این فرکانس فرکانس UPLINK نامیده می‌شود. سپس ماهواره امواج تابیده شده را گرفته و با ارسال آن به نقطه دیگر که بر روی فرکانس حامل متفاوت DownLink برابر ۴ گیگا هرتز است عمل انتقال اطلاعات از فرستنده به گیرنده را انجام می‌دهد. در واقع ماهواره اطلاعات گرفته شده را به سمت مقصد تقویت و رله می‌کند. آنتن ماهواره ترانسپوندر نام دارد. از مدار هم‌زمان با زمین هر نقطه از زمین بجز قطبین در Line of sight است؛ و هر ماهواره می‌تواند تقریباً ۴۰ ٪ از سطح زمین را بپوشاند. آنتن ماهواره‌ها را طوری می‌شود طراحی کرد که علائم پیام‌رسانی ضعیف تر به تمام این ناحیه فرستاده شود یا علائم قویتر را در نواحی کوچکتری متمرکز کند. بر حسب مورد این امکان وجود دارد که از ایستگاه زمینی در کشوری فرضی به چندین ایستگاه زمینی دیگر واقع در کشورهای گوناگون علائم ارسال کرد. به‌طور مثال: وقتی برنامه‌ای تلویزیونی در تمام شهرها و دهکده‌های یک یا چند کشور پخش شود در این حالت ماهواره ماهواره پخش برنامه است ولی وقتی علائم ارسال ماهواره در سطح گسترده‌ای از زمین انتشار یابد ایستگاه‌های زمینی باید آنتن‌های بسیار بزرگ و پیچیده‌ای داشته باشند. هنگامی که علائم ارسالی ماهواره در محدوده کوچک‌ترین متمرکز می‌شوند و به حد کافی قوی هستند می‌توان از ایستگاه‌های زمینی کوچکتر ساده‌تر و ارزانتر استفاده کرد.
از آنجاییکه ماهواره‌ها برای جلوگیری از تداخل امواج رادیویی باید جدا از هم باشند لذا شماره مکان‌های مداری در مدار هم‌زمان با زمین که امکان استفاده آن برای ارتباطات وجود دارد محدود است. از این رو جای شگفتی نیست که وظیفه مدیریت در امور دستیابی به مدار و استفاده از فرکانس‌ها برای انواع روزافزون و متنوع کاربردهای زمینی و ماهواره‌ای به وسیلهٔ شمار روزافزونی از کشورها بی‌نهایت دشوار شده است. از سویی استفاده از ماهواره‌ها در کش. رهای متمدن و پیشرفته به عملکرد دقیق و عملیات روز به روز دقیق تر نه تنها از نظر به‌کارگیری شیوه خودشان بلکه از نظر همسایگانشان در مدار هم‌زمان با زمین نیاز می‌باشد. برخی از ماهواره‌ها نیز در مدار ناهم‌زمان با چرخش زمین non- geosynchronous قرار داده می‌شوند. در ماهواره‌های ناهم‌زمان با مدار زمین ماهواره دیگر در دید ایستگاه زمینی نیست زیرا که سطح افق زمین را پشت سر می‌گذارد و از دسترس خارج می‌شود در نتیجه برای اینکه ارسال ماهواره ادامه یابد به چندین ماهواره از این نوع نیاز است و چون نگهداری و ادامه کار چنین شیوه ارتباطی بسیار پیچیده و گران است لذا کاربران و متخصصان طراحی ماهواره‌ها بیشتر جذب ماهواره هم‌زمان با زمین می‌شود.

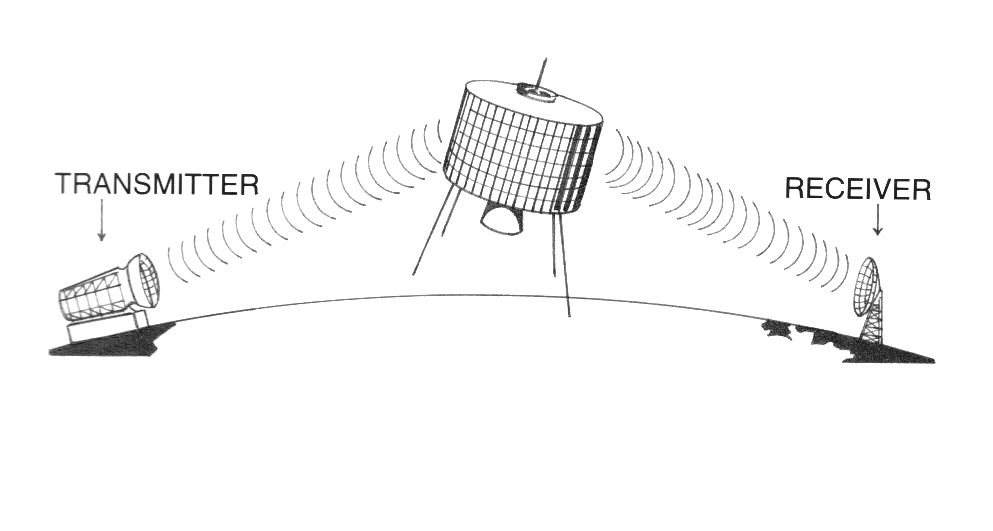

## تکنولوژیِ ماهواره‌ها، ارتباطات و صدا و سیما
ایده استفاده از ماهواره‌های ساخت دست بشر، برای اولین بار در پایان جنگ جهانی دوم بر سر زبان‌ها افتاد. دانشمند، ریاضی‌دان و نویسنده مشهور انگلیسی آرتور سی کلارک Arthur C Clarke یکی از بزرگ‌ترین خالقان داستان‌های تخیلی، برای اولین بار پیشنهاد قرار دادن یک ماهواره ارتباطی را در مدار ژئوسنکرون زمین Geostationary Orbit یا مدار کلارک که در فاصله تقریباً ۳۶۰۰۰ کیلومتری سطح زمین و بالای خط استوا (جایی که قابلیت دسترسی به تقریباً ۴۰٪ سطح زمین در آن مکان وجود دارد) قراردارد، را جهت پوشش سیگنال‌های رادیو یی و تلویزیونی را داد.
ماهواره‌ای که در مدار ژئوسنکرون زمین و در بالای خط استوا و هماهنگ با سرعت زمین و با زاویه‌ای ثابت، حرکت می‌کند، قسمت مشخصی از سطح زمین را به‌طور ثابت پوشش می‌دهد. از یک ایستگاه زمینی نیز به صورت یک نقطه ثابت، قابل رویت است. ماه، خورشید، و دیگر ستارگان و سیارات منظومه شمسی باعث تا ثیرگذاری بروی ماهواره در مدار خود می‌شود که احتمال جابجایی از مکان خود را دارد. برای جلوگیری از این مسیله، موتورهای مخصوصی که به وسیلهٔ ایستگاه‌های زمینی کنترل می‌شوند، کمک می‌کنند که ماهواره‌ها در مکان خود ثابت باقی بمانند.
جهت برقراری ارتباط از یک ایستگاه زمینی، معمولاً احتیاج به یک دیش بزرگ که به نام Uplink Antenna معروف است، می‌باشد و باعث تمرکز اطلاعات ارسالی به ماهواره می‌شود.
در ارتباط بین ماهواره و ایستگاه زمینی معمولاً از دو نوع موج و فرکانس متفاوت استفاده می‌شود. یکی برای Uplink و دیگری برای Downlink.
دیش نصب شده بروی ماهواره، سیگنال ارسالی از ایستگاه زمینی را دریافت کرده و به یک دستگاه گیرنده می‌رساند و پس از یک سری پردازش، به فرستنده ماهواره انتقال می‌دهد و از طریق آنتن فرستنده ماهواره، مجدداً به سمت زمین باز تابش داده می‌شود.
سیگنال ارسالی به سطح زمین، به وسیلهٔ دیش‌های معمولی، دریافت و جمع‌آوری شده و به دستگاه گیرنده ماهواره، از طریق LNB انتقال پیدا می‌کند. قدرت سیگنال دریافتی بر روی زمین، نسبت به فاصله و زاویه و… ماهواره و نقطه گیرندگی، متفاوت بوده و به صورت یک الگوی خاص به نام سایه ماهواره یا footprint معرفی می‌شود.
همیشه قدرت سیگنال ماهواره در مرکز سایه، بیشترین مقدار را دارا می‌باشد و در گوشه‌ها، از کمترین مقدار، برخوردار است. توجه به این نکته لازم است که دریافت سیگنال در خارج است سایه، احتیاج به دیش‌های بزرگ‌تر، دارد.
امواج سانتی‌متری، جهت ارسال سیگنال ماهواره به زمین، مورد استفاده قرار می‌گیرد که محدوده فرکانسی آن‌ها بین ۳–۳۰ MHz می‌باشد.

آرتور سی کلارک

دلیل اصلی استفاده از این امواج رادیویی کوتاه، انتشار راحت امواج و تأثیرات کم نویز و مزاحمت‌های فرکانسی است.
البته فرکانس‌های بالاتر از ۱۵ Ghz، به صورت وحشتناکی به وسیلهٔ اکسیژن هوا و بخار آب تضعیف می‌گردند.
ماهواره‌ها سیگنال‌های ارسالی خود را به صورت قطبی و با دو حالت افقی و عمودی ارسال می‌کنند و گاهی اوقات نیز به صورت دورانی، چپ گرد و راست گرد.
در سیستم‌های دیجیتال، امکان ارسال DATA و چندین شبکه تلویزیونی و رادیویی بروی یک فرکانس وجود دارد.
لغت ماهواره طبق تعریف، به سفینه‌ای گفته می‌شود که درمداری به دوریک سیاره معمولاً زمین در حال گردش باشد. در عصری که ما در آن زندگی می‌کنیم، ماهواره و تکنولوژی وابسته به آن آنچنان درتاروپود جوامع بشری نفوذ کرده و به پیش می‌تازد که نقش تعیین‌کننده آن در سیر تحولات تمدن بشری، قابل توجه است. بخشی از تحقیقات و پژوهش‌های علمی -تخصصی که در آزمایشگاه‌های مستقر در فضا انجام می‌شود، هرگز نمی‌توانست روی کره زمین جنبه عملی به خود گیرد. این تحقیقات که بسیار متعدد و متنوع است، در تخصص‌های پزشکی، داروسازی، مهندسی مواد، مهندسی ژنتیک و ده‌ها مورد دیگر، تا به حال دستاوردهای بسیار ارزنده‌ای را به جوامع بشری عرضه کرده است. ماهواره‌ها که در فضا در حال گردشند، می‌توانند اطلاعات باارزشی در اختیار انسان قرار دهند که منجربه تحولات شگرفی در زمینه‌های گوناگون شود. ماهواره‌های کشف منابع زمینی هواشناسی، مخابراتی، پژوهشی و نظامی از این نوعند.

## ساختمان ماهواره
ماهواره از دوبخش تجهیزات مخابراتی و غیرمخابراتی تشکیل شده است. زیرسیستم‌های مخابراتی، آنتن‌ها و تکرارکننده‌ها هستند. در بخش مخابراتی، دستگاهی وجود دارد که وظیفه تکرارکننده‌های رله رادیویی را. انجام می‌دهد و (ترانسپاندر) نام دارد
ترانسپاندرها سیگنال‌های فرستاده شده از زمین را دریافت و پس از تقویت و تغییر فرکانس آن‌ها را به زمین می‌فرستند. آنتن‌های مربوط به این ترانسپاندرها طوری طراحی شده‌اند که فقط قسمت‌هایی از سطح زمین را که. درون شبکه ماهواره‌ای قرار دارند، پوشش می‌دهد یک ماهواره معمولاً آنتنی همه جهته دارد که برای دریافت سیگنال‌های فرمان صادره از زمین به کار می‌رود زیرا آنتن‌های دیگر ماهواره احتمال دارد به سوی زمین نباشند. آنتن همه جهته همچنین برای کنترل سیستم‌های فرعی در زمان پرتاب ماهواره و تعیین موقعیت آن به کارمی رود. بخش غیرمخابراتی ماهواره که در واقع قسمت پشتیبانی فنی آن است شامل سیستم کنترل حرارتی، سیستم کنترل موقعیت و مدار، ساختمان مکانیکی، سیستم منبع تغذیه و موتور.

## ایستگاه‌های زمینی
ایستگاه‌های زمینی سیستم‌های ماهواره‌ای مخابرات براساس نوع استفاده از آن‌ها عبارت اند از:
ایستگاه‌های ثابت، ایستگاه‌های سیار. ایستگاههی زمینی ماهواره معمولاً از چند قسمت تشکیل شده‌اند. آنتن، فرستنده، گیرنده، سیستم‌های کنترل برقراری ارتباط ومنابع تغذیه مورد لزوم ایستگاه هر یک از اجزای فوق شامل قسمت‌های مختلفی اند که متناسب با نوع ایستگاه زمینی، حجم و تجهیزات. آن‌ها متفاوت خواهدبود

### آنتن ایستگاه‌های زمینی
به‌طور کل آنتن فرستنده، انرژی الکتریکی حاصل از یک منبع را در فضا به صورت
امواج الکترومغناطیسی پخش می‌کند. سپس آنتن گیرنده این امواج رامی گیرد و به انرژی الکتریکی تبدیل می‌کند. در هر سیستم مخابرات رادیویی، آنتن نقش حساس و مهمی دارد، زیرا با انتخاب آنتن‌های مناسب و نصب و تنظیم صحیح آن‌ها می‌توان تا حد زیادی بازدهی سیستم را بالا برد. علایم و سیگنال‌های فرستاده شده از ماهواره توسط آنتن‌های بزرگ یا کوچک دریافت می‌شود و سپس به دستگاه تقویت‌کننده انتقال می‌یابد. ایستگاه‌های زمینی دارای دو نوع آنتن فرستنده و گیرنده به صورت بشقابی در اندازه‌های مختلف هستند. این آنتن‌ها اطلاعات را به صورت امواج رادیویی به فضا می‌فرستند یا از فضا دریافت می‌کنند. آنتن ایستگاه‌های زمینی در ابعاد بزرگ و ساختمان مکانیکی معینی ساخته می‌شوند که قطر نوع قدیمی آن‌ها به بیش از ۳۰۰ تن می‌رسد. از آنجا که فرکانس مورد نظر برای سرویس ثابت ماهواره درمحدوده فرکانس‌های مگاهرتز و گیگاهرتزاست، آنتن‌های مورد استفاده. ماهواره تقریباهمه از نوع آنتن‌های منعکس‌کننده هستند

### سیستم‌های کنترل و ردیابی فضایی
این سیستم‌ها به‌طورکلی چهار عمل را انجام می‌دهند
فرمان از راه دور:
عبارت است از فرستادن سیگنال جهت انجام کارهایی که ماهواره برای آن تنظیم شده است، مثلاً برای راه‌اندازی یک قسمت خاص یا فرمان برای تغییر مسیر یا پرتاب یک موشک
اندازه‌گیری از راه دور:
عبارت است از سیستمی که اطلاعات دریافت شده از ماهواره یا سفینه‌های فضایی را به صورت علامتهایی مخصوص و قابل درک برای تجهیزات زمینی درمی‌آورد و از این طریق، اندازه‌گیری از مسافتهای خیلی دور انجام می‌شود
ردیابی:
بااین کار موقعیت مداری و سرعت ماهواره و مشخصه‌های دیگر آن گزارش می‌شود
کنترل:
عبارت است از هدایت وسایل بالارونده‌های فضایی و ماهواره در مدار، به وسیله
شبکه ایستگاه‌های زمینی بخصوصی که کنترل، یکی از کارهای آنهاست ماهواره‌ها دقیقاً در موقعیت خود نسبت به زمین ثابت نیستند و برای اینکه بتوان آن‌ها را در موقعیت فضایی ازپیش تعیین شده خود ثابت نگه داشت، باید از ایستگاه‌های زمینی به‌طور مرتب
تنظیمهایی بروی موقعیت آن‌ها انجام گیرد تا بتوان از انحراف مسیر ماهواره جلوگیری کرد

### عوامل مؤثر در هزینه تجهیزات ایستگاه زمینی
قطر آنتن مهم‌ترین عاملی است که هزینه آنتن را تعیین می‌کند، چون بابزرگ بودن قطر، وزن آنتن سنگین ترمی شود و احتیاج به نگهدارنده‌هایی قویتر پیدا می‌کند و همچنان که شعاع کم می‌شود تجهیزات ردیاب پیچیده‌تر می‌شود. برای آنتن‌های بزرگ مثلاً ۱۱متری
و ۱۳ متری سیستم‌های. دریاب کامپیوتری موردنیاز و سیستم هدایت امواج آنتن، بزرگ‌تر و پیچیده‌تر می‌شود در سیستم ارسال، قدرت لازم برای تقویت‌کننده‌های سیگنال، یک عامل تعیین‌کننده در قیمت فرستنده است. نه تنها قیمت این تقویت‌کننده‌های سیگنال گران است، تأمین قدرت موردنیاز آن نیز در مناطق دورافتاده باید در نظر گرفته شود، زیرا بیشترین قدرت مصرفی در سیستم، صرف تغذیه تقویت‌کننده‌های سیگنال می‌شود. پس عوامل عمده‌ای که درهزینه تجهیزات یک ایستگاه زمینی مؤثرند عبارتند از:
قطر آنتن، مقدار قدرت تقویت‌کننده‌های سیگنال، سیستم‌های جایگزین. تجهیزات اصلی و قطعات یدکی.

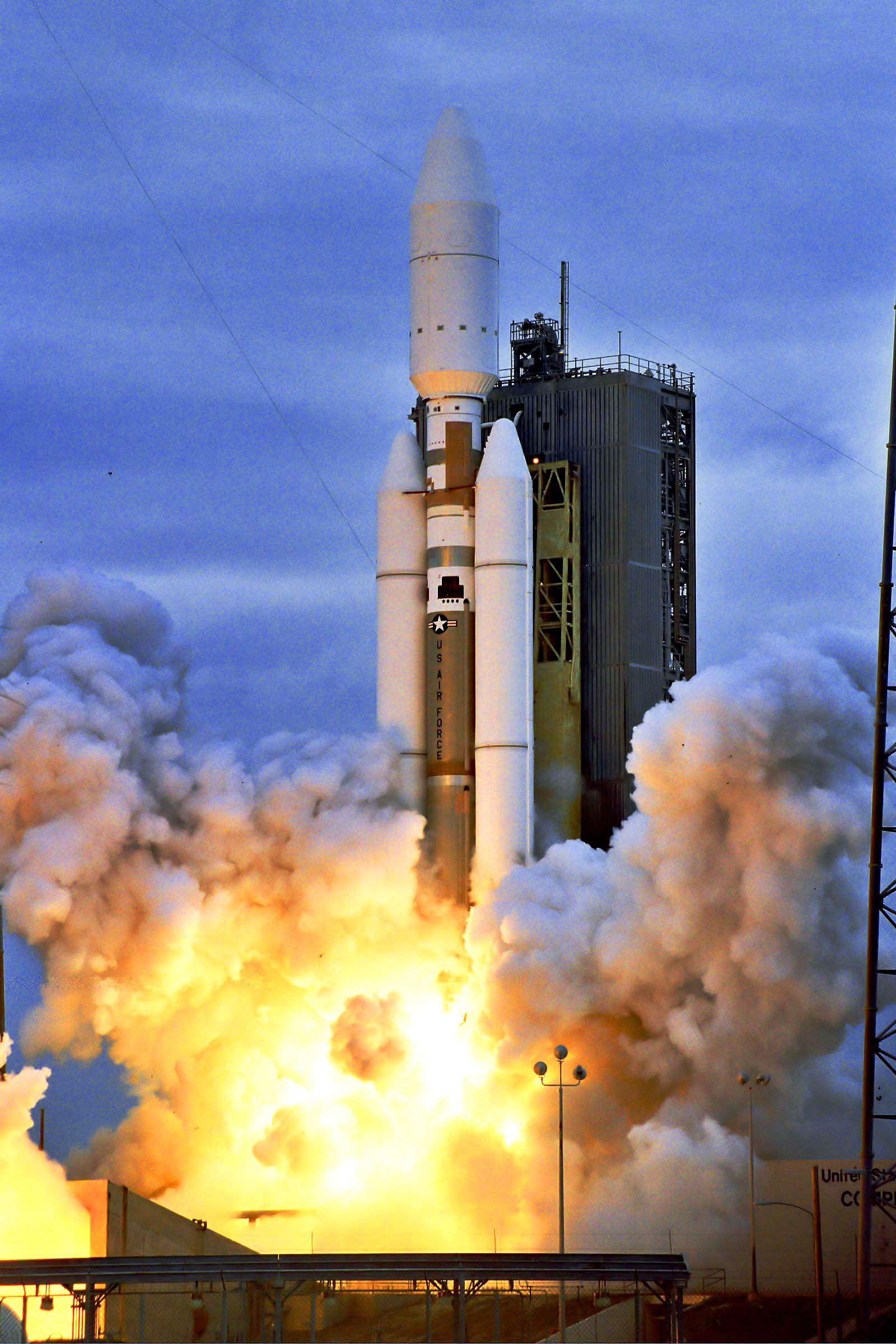
پرتاب ماهوارهٔ Titan IVb

### پرتاب ماهواره
ماهواره شیء ای است که بر مدار تقریباً بیضی شکل به دور زمین می‌گردد. نخستین ماهواره در ۴ اکتبر ۱۹۵۷ توسط اتحادیهٔ جماهیر شوروی به فضا پرتاب شد. این ماهواره، اسپوتنیک ۱ نام داشت. این ماهواره کره‌ای به وزن ۶/۸۳ کیلوگرم. به قطر ۵۸ سانتیمتر بود که زمین را بر مداری بیضوی با حضیض زمینی ۲۵۰ کیلومتر و اوج زمینی ۹۳۴ کیلومتر دور می‌زد و هر بار گردش آن به دور زمین ۹۶ دقیقه طول می‌کشید. اسپونتیک ۱ در طول عمر خود راهی برابر با ۵۹۰ کیلومتر را پیمود.
برای پرتاب ماهواره، باید:
1. آن را به ارتفاع لازم از سطح زمین رساند.
2. آن را در امتداد درست قرار داد.
3. تندی مناسب را به آن داد.

ماهواره را باید به ارتفاع چند صد کیلومتر برد تا اثر اصطکاک جوی بر حرکت مداریش حداقل شود. اگر بخواهیم ماهواره در مداری دایره‌ای شکل قرار گیرد باید سرعتی عمود بر شعاع زمین به آن داده شود و اگر بخواهیم مدار ماهواره بیضی شکل باشد، سرعتی که به آن می‌دهیم باید اندکی از خط عمود انحراف داشته باشد.
برای اینکه از سرعتی که حرکت وضعی زمین به ماهواره می‌دهد بیشترین استفاده ممکن به عمل آید باید ماهواره در استوا و به جانب مشرق پرتاب شود، زیرا در این صورت سرعت موجود حداکثر و حدود ۱۶۰۰ کیلومتر در ساعت خواهد بود. هر شیء ای که در استوا باشد، اگر فرض کنیم که یک بار در ۲۴ ساعت به دور زمین بچرخد دارای چنین سرعتی نسبت به فضا است. (پیرامون زمین ۴۰۰۰۰ کیلومتر است) چنین ماهواره‌ای را تنها ناظرانی می‌توانند ببینند که در استوا یا در نزدیکی آن هستند. این ماهواره فقط اطلاعاتی دربارهٔ عرض جغرافیایی صفر درجه به ما خواهد داد.
برای آنکه ماهواره‌ای را همهٔ ناظران زمینی ببینند، باید ماهواره در امتداد شمال – جنوب حرکت کند، ولی این وضعیت امکان استفاده از سرعت «موجود» را منتفی می‌کند.
سرعت افقی مناسب بین ۳۰۰۰۰ و ۴۰۰۰۰ کیلومتر در ساعت یا بین ۲/۸ تا ۲/۱۱ کیلومتر در ثانیه است. ۸ کیلومتر در ثانیه برای مدارهای کوچک و ۱۱ کیلومتر در ثانیه مناسب مدارهای بسیار بزرگ است. اگر سرعت افقی از ۸ کیلومتر در ثانیه کمتر باشد، ماهواره در مدار قرار نخواهد گرفت و بر سطح زمین سقوط خواهد کرد. اگر این سرعت از ۲/۱۱ کیلومتر در ثانیه بیشتر باشد باز هم در مدار گردش به دور زمین قرار نخواهد گرفت؛ ولی این بار از میدان گرانش زمین خواهد گریخت.
معمولاً سه کاری را که برای پرتاب ماهواره باید انجام داد با هم ترکیب می‌کنند. ماهواره را معمولاً به کمک موشکی چند مرحله‌ای در مدار قرار می‌دهند. غرض اصلی از مرحلهٔ نخست این است که ماهواره از کوتاهترین مسیر ممکن (یعنی به خط مستقیم) از بخش غلیظ جو خارج شود و به مناسب‌ترین سرعت دست یابد این کار اثر اصطکاک را به حداقل می‌رساند. مرحله‌های دیگر ماهواره را به حالت افقی درمی‌آورد و سرعت مورد نظر را به آن می‌دهند.
قبل از پرتاب، هر مرحلهٔ موشک با مقدار سوخت لازم پر می‌شود. هر قسمت پس از آنکه وظیفه اش را انجام داد از بقیهٔ موشک جدا می‌شود.
یک موشک نمونه برای پرتاب ماهواره، ممکن است شامل سه قسمت و یک دماغهٔ مخروطی باشد. ماهواره وقتی بر مدار قرار گرفت، الی الابد در آن خواهد ماند، زیرا نیروهایی که بر ماهواره وارد می‌آیند، یکدیگر را خنثی می‌کنند، و نیروی کل صفر می‌شود.
در ارتفاع‌های زیاد از سطح زمین، تنها دو نیرو بر ماهواره وارد می‌شود:
1. نیروی گرانش زمین.
2. نیروی گریز از مرکز.

این دو نیرو، در یک سرعت و یک ارتفاع معین، از نظر اندازه با یکدیگر برابر و از نظر جهت، مخالف یکدیگر هستند؛ بنابراین یکدیگر را خنثی می‌کنند. از این رو ماهواره‌ای که سرعت و ارتفاع مناسب را داشته باشد همچنان بر مدارش حرکت می‌کند، زیرا نیرویی وجود ندارد تا آن را از مسیر منحرف سازد.

در داخل جو زمین، اصطکاک میان جو و ماهواره تعادل نیروی گرانشی و گریز از مرکز را به هم می‌زند. نیروی اصطکاک از سرعت ماهواره می‌کاهد و زنجیرهٔ رویدادهای زیر را موجب می‌شود:
1. کاهش تندی، سبب کاهش نیروی گریز از مرکز می‌شود.
2. نیروی گرانشی که بزرگ‌تر از نیروی گریز از مرکز شده است، موجب می‌شود که ماهواره در حالی که به سطح زمین نزدیکتر می‌شود مسیری مارپیچی را بپیماید.
3. نیروی اصطکاک ممکن است به اندازه‌ای حرارت ایجاد کند که ماهواره پیش از رسیدن به زمین بسوزد.